# أوسكار ريد
أوسكار ريد (بالإنجليزية: Oscar Reed)‏ هو لاعب كرة قدم أمريكية أمريكي، ولد في 24 مارس 1944 في جونزتاون في الولايات المتحدة.

## وصلات خارجية
- أوسكار ريد على موقع مرجع كرة القدم المحترفة.كوم (الإنجليزية)